# Сан Коно
Сан Коно (итал. San Cono) је насеље у Италији у округу Катанија, региону Сицилија.
Према процени из 2011. у насељу је живело 2690 становника. Насеље се налази на надморској висини од 489 м.

## Становништво
Према резултатима пописа становништва 2011. у општини је живело 2.790 становника.
| 1931. | 1936. | 1951. | 1961. | 1971. | 1981. | 1991. | 2001. | 2011. |
| ----- | ----- | ----- | ----- | ----- | ----- | ----- | ----- | ----- |
| 3.172 | 3.162 | 3.430 | 3.306 | 3.296 | 3.310 | 3.780 | 2.961 | 2.790 |